# Rådmansgatan
Rådmansgatan is een metrostation in de Zweedse hoofdstad Stockholm aan de groene route. Als enige metrostation is het naar een straat en niet naar een plein of buurt genoemd.  

## Station
Het station, op 2,8 kilometer ten noorden van Slussen, ligt in een lichte bocht waarmee de tunnel onder de Sveavägen aan de noorkant afbuigt richting het westen. Het tegelwerk is hetzelfde als in de stations van de Södertunnelen uit 1933. De noordelijke verdeelhal ligt bij de Observatorielunden, met een toegang naast de noordgevel van de handelshogeschool en een toegang in op de hoek van de Sveavägen en de Rehnsgatan. De zuidelijke verdeelhal ligt onder het kruispunt van de Sveavägen en de Rådmansgatan. Deze heeft ook twee toegangen aan weerszijden van Sveavägen. Ter ere van de Zweedse schrijver/schilder August Strindberg zijn in de zuidelijke verdeelhal verschillende wandschilderingen aangebracht door de kunstenaar Sture V Nilsson.
Op 29 mei 1959 vond vlak ten zuiden van het station een ernstig ongeluk plaats toen een noordwaarts rijdende trein bij het wisselen van spoor met volle vaart doorreed en de relaiszaal onder de zuidelijke verdeelhal ramde, de schade bedroeg rond de 500.000 kroon.
Åkeshov· 
Brommaplan·
Abrahamsberg· 
Stora Mossen· 
Alvik · 
Kristineberg · 
Thorildsplan  · 
Fridhemsplan · 
S:t Eriksplan · 
Odenplan  · 
Rådmansgatan  · 
Hötorget · 
T-Centralen ·  
Gamla Stan · 
Slussen · 
Medborgarplatsen ·  
Skanstull · 
Gullmarsplan ·  
Skärmarbrink·  
Hammarbyhöjden·  
Björkhagen·  
Kärrtorp ·  
Bagarmossen·  
Skarpnäck
Alvik · 
Kristineberg · 
Thorildsplan  · 
Fridhemsplan · 
S:t Eriksplan · 
Odenplan  · 
Rådmansgatan  · 
Hötorget · 
T-Centralen ·  
Gamla Stan · 
Slussen · 
Medborgarplatsen ·  
Skanstull · 
Gullmarsplan ·  
Skärmarbrink ·  
Blåsut·  
Sandsborg·  
Skogskyrkogården ·  
Tallkrogen·
Gubbängen·  
Hökarängen·
Farsta·
Farsta strand
Hässelby strand · 
Hässelby gård ·
Johannelund ·
Vällingby ·
Råcksta ·
Blackeberg ·
Islandstorget ·
Ängbyplan ·
Åkeshov· 
Brommaplan·
Abrahamsberg· 
Stora Mossen· 
Alvik · 
Kristineberg · 
Thorildsplan  · 
Fridhemsplan · 
S:t Eriksplan · 
Odenplan  · 
Rådmansgatan  · 
Hötorget · 
T-Centralen ·  
Gamla Stan · 
Slussen · 
Medborgarplatsen ·  
Skanstull · 
Gullmarsplan ·  
Globen ·
Enskede gård ·
Sockenplan ·
Svedmyra ·
Stureby ·
Bandhagen ·
Högdalen ·
Rågsved ·
Hagsätra